# Grand Hôtel (série télévisée, 2011)
Pour les articles homonymes, voir Grand Hôtel.
Cet article concerne la série espagnole. Pour la série américaine et la série française, voir Grand Hotel (série télévisée, 2019) et Grand Hôtel (série télévisée, 2020).
Grand Hôtel (Gran Hotel) est une série télévisée espagnole en 39 épisodes d'environ 70 minutes créée par Ramón Campos et Gema R. Neira, et diffusée entre le 4 octobre 2011 et le 25 juin 2013 sur la chaîne Antena 3.
En France, la série a été diffusée à partir du 1er juin 2012 sur Téva et rediffusée à partir du 4 juillet 2012 sur M6 et du 8 janvier 2022 sur Chérie 25. Au Québec, elle a été disponible sur le service TOU.TV.
Une adaptation américaine modernisée intitulée Grand Hotel est diffusée durant l'été 2019 sur le réseau ABC.
Une nouvelle adaptation française modernisée intitulée Grand Hôtel est diffusée à partir du 3 septembre 2020 sur le réseau TF1,.

## Synopsis
Espagne, 1905. Julio Olmedo, jeune homme d’origine modeste, se rend à Cantaloa pour rendre visite à sa sœur Cristina, employée comme femme de chambre au prestigieux Grand Hôtel. À son arrivée, il découvre qu’elle a été renvoyée et qu’elle n’a pas donné signe de vie depuis plus d’un mois. Persuadé que sa disparition cache quelque chose, Julio décide de rester et s’installe au Grand Hôtel. Se gardant bien de révéler sa véritable identité, le jeune homme parvient à se faire embaucher en tant que serveur, ce qui lui permet de commencer son enquête et de faire la connaissance de la très belle Alicia, la fille de Doña Teresa Alarcón, la propriétaire du Grand Hôtel.
Mais Julio va vite découvrir qu’au Grand Hôtel, personne n'est ce qu'il paraît être. Personne n'est à l’abri du danger et de la suspicion… Un réseau complexe de mensonges, d'amours, de secrets et de trahisons... dans un cadre incomparable.
Très vite, Julio commencera une autre enquête, avec Alicia, la fille de sa patronne. Alicia trouve la mort de son père suspecte. La police ne prendra pas au sérieux ses interrogations. Elle formera donc avec Julio, un duo complice pour enquêter discrètement. C'était sans compter sur son époux et sa mère, qui, découvrant la manœuvre, ne cesseront de les diriger sur des fausses pistes, pour les empêcher de découvrir la vérité à tout prix. Devant tant d'adversité, Alicia ne tardera pas à soupçonner sa propre mère d'avoir assassiné son père. Julio et elle découvriront alors un terrible secret qu'ils seront obligés de cacher, notamment à Andrés, le meilleur ami de Julio...

### Une histoire d'amour
En plus des intrigues familiales et policières, la série est principalement axée sur une histoire d'amour impossible, entre Julio, serveur, et Alicia, fille de notable et héritière d'un palace, qui est mariée. Cinq personnages seront les témoins de cet amour secret : Andrès meilleur ami de Julio et demi-frère d'Alicia, Angela gouvernante en chef et mère d'Andrès, Javier frère d'Alicia, Maïte Ribelles avocate et excellente amie d'Alicia et l'ex-inspecteur (puis de nouveau inspecteur) Ayala. Avec beaucoup de bienveillance, ces derniers aideront, chacun à leur manière, les deux amants à tenir leur histoire secrète. À cette liste, s'ajoute également Gonzalo, cousin d'Alicia, de passage, ainsi qu'un ami d'enfance d'Alicia qui même sans être dans la confidence, comprendront d'eux même l'amour entre la jeune fille et Julio, et les sauveront de justesse de situations délicates. Cependant, les deux amants devront faire face aux suspicions du mari d'Alicia.

## Lieux de tournage
La série a été tournée au Palais royal de la Magdalena, situé sur la péninsule Magdalena de la ville de Santander, en Espagne, et le village de Patones, situé près de Madrid.

## Distribution
- Adriana Ozores[7] (VF : Josiane Pinson) : Teresa Aldecoa Alarcón, propriétaire de l'hôtel. Manipulatrice, elle dirige le Grand Hôtel, prête à tout pour garder l'honneur de sa famille.
- Amaia Salamanca (VF : Barbara Beretta) : Alicia Alarcón/Murquia/Olmedo, fille de Teresa Aldecoa, fiancée puis épouse de Diego Murquía. Aide Julio dans sa quête et s'éprend de ce dernier.
- Yon González (VF : Valéry Schatz) : Julio Olmedo/Espinosa/Mollins, serveur et frère de Cristina Olmedo. Il vient au Grand Hôtel pour trouver sa sœur disparue. Dans sa quête, il tombe amoureux éperdument d'Alicia Alarcon. Sa deuxième quête est de trouver la personne qui a tenté de tuer Andrés. Il enquêtera également avec Alicia sur la mort de Don Carlos.
- Concha Velasco (VF : Lucienne Troka) : Ángela Salinas, gouvernante en chef, mère d'Andrés, employée de longue date. Elle détient quelques secrets du Grand Hôtel.
- Eloy Azorín (VF : Julien Lucas) : Javier Alarcón, fils de Teresa Aldecoa et de Carlos Alarcon. Buveur, joueur et amateur de filles.
- Fele Martínez (VF : Xavier Béja) : Alfredo Vergara, mari de Sofia Alarcón, Marquis de Vergara, puis ex-marquis, puis Seigneur de Cantaloa, directeur de l'hôtel pendant un temps.
- Manuel de Blas (VF : Thierry Murzeau) : Benjamin Nieto, maître d'hôtel et le Tueur aux Couteaux d'Or.
- Pep Anton Muñoz (es) (VF : Jean-Yves Chatelais) : Horacio Ayala, très perspicace inspecteur, rétrogradé à agent de police puis de nouveau inspecteur. Durant sa rétrogradation au poste d'agent, il est sous les ordres d'Hernando, ex-agent promu inspecteur, homme falot et totalement incapable. De ce fait. Ayala est souvent pris pour un inspecteur et Hernando pour son agent, d'où situations comiques.
- Pedro Alonso[8] (VF : Serge Biavan) : Diego Murquía / Adrián Vera Celande, directeur de l'hôtel et fiancé puis mari d'Alicia Alarcón. Amant de Cristina et de Belén. Ambitieux et arriviste.
- Alfonso Bassave : Gonzalo Alarcón, neveu de Don Carlos Alarcón.
- Luz Valdenebro (VF : Hélène Bizot) : Sofía Alarcón, fille de Teresa Aldecoa et épouse d'Alfredo Vergara, Marquise de Vergara.
- Marta Larralde (VF : Valérie Nosrée) : Belén Martín, femme de chambre puis épouse d'Andrés Cernuda Salinas. Arriviste et maitresse de Diego Murquia. Enceinte de ce dernier.
- Llorenç González (VF : Alexandre Guansé) : Andrés Alarcón / Andrés Cernuda, serveur, meilleur ami de Julio Olmedo, époux de Belén Martín. Véritable héritier du Grand Hôtel. Fils illégitime de Angela et de Carlos Alarcón.
- Iván Morales (VF : Olivier Augrond) : Sebastián, propriétaire de la taverne de Cantaloa.
- Alejandro Cano (VF : Gérard Malabat) : Pascual Fuentes, réceptionniste et fiancé de Cristina Olmedo. (saison 1)
- Dión Córdoba : Mateo, réceptionniste, arrive pour remplacer Pascual.
- Victor Clavijo :  Ángel Alarcón/Fernando Llanes, premier fils caché de Don Carlos et Angela.  Déshérité par son père, il tente de se venger.
- Miguel Mota : Garrido, secrétaire personnel de Diego.
- Antonio Reyes (es) (VF : Roland Timsit puis Matthieu Albertini) : Hernando, ex-agent de police promu inspecteur, personnage falot, un temps supérieur d'Ayala (lequel fait tout le travail).
- Asunción Balaguer (VF : Perrette Pradier puis Marion Loran) : Lady Ludivina, riche cliente de l'hôtel, habituée des lieux.
- Paula Prendes (es) (VF : Charlotte Correa) : Cristina Olmedo, femme de chambre, sœur de Julio Olmedo et fiancée de Pascual, ex-maîtresse de Diego Murquia. Elle avait découvert le grand secret de la famille Alarcón et fut assassinée par Sofía Alarcón.
- Kiti Mánver : Doña Elisa Ruíz de Vergara, mère d'Alfredo Vergara.
- Marta Hazas[9] (VF : Christine Braconnier)[10] : Laura Montenegro, infirmière et épouse de Javier Alarcón.
- Megan Montaner[11] (VF : Ariane Aggiage)[10] : Maïte Ribelles/Alarcón, avocate, meilleure amie d'Alicia Alarcón.
- Lluis Homar[12] (VF : Hervé Caradec)[10] : Jesus Cisneros/Samuel Arriaga, médecin, Maitre d'hôtel. Amant de la première femme de Diego Murquia : Marta Santos. Il arrive au Grand Hôtel pour se venger.
- Juan Luis Galiardo (VF : Christian Pelissier) : Ernesto Varela. Deuxième maître d'hôtel à la suite du départ de Benjamin. Il s'éprend de la gouvernante Angela.
- Daniel Pérez Prada (VF : François Delaive)[10] : Emilio Bazan. Inspecteur-chef de police, devenu chef de l'agent Ayala. Complice de Bélen Martín pour un meurtre (qu'ils feront passer pour le meurtre de Bélen), afin de faire condamner à mort Andrés et pouvoir ainsi récupérer l'héritage. Finira en prison et collaborera avec l'inspecteur Ayala pour coincer Bélen. (saison 3)
- Lydia Bosch (VF : Rafaèle Moutier)[10] : Violeta Salinas. Sœur d'Ángela Salinas, la gouvernante du Grand Hôtel. Deviendra cuisinière de l'Hôtel. Partira quand la raison de sa venue à l'hôtel finira dévoilée.
- Andrea Duro: Celia Velledur. Riche aristocrate venue acheter le Grand Hôtel auprès de Diego après l'attentat. Elle sera finalement tuée par un tueur à gage à la solde de Teresa Alarcón.

Version française
- Société de doublage : Nice Fellow
- Direction artistique : Roland Timsit puis Christine Bellier
- Enregistrement et mixage : Jean-Wilfried Parrini et Christophe Gadonna
- Adaptation des dialogues : Yves Lecordier, Lara Saarbach, Marie-Pierre Deprez, Nadine Giraud et Olivier Sow

Source VF : Doublage Séries Database

## Anecdotes
- Bambu producciones, les créateurs de Grand Hotel produisent aussi la fiction Velvet vue en France sur Téva[14].
- Dans une interview récente, l'actrice Amaia Salamanca a déclaré qu'elle est très proche d'Eloy Azorin qui joue son frère de la série au point qu'ils s'appellent frère et sœur[15].
- Eloy Azorin a récemment retrouvé sa camarade de tournage Megan Montaner[11] dans la série Sin identidad[16]
- Amaia Salamanca a eu du mal à s'habituer aux costumes d'époque[17].
- Marta Hazas qui a intégré la série dans la dernière saison est originaire de Santander où sont tournées les extérieurs de la fiction et notamment le fameux hôtel[9].
- Lluís Homar[12] qui a intégré la série dans la troisième saison a déjà joué dans deux autres fictions produites par Bambu Producciones : Hispania et Imperium.
- Yon González avait déjà travaillé avec Marta Hazas sur le tournage de El Internado[6].
- Yon González a retrouvé en 2015 l'acteur Pedro Alonso (Diego) dans la série Bajo Sospecha diffusée sur Antena 3[18].
- Après la série, de nombreux acteurs du casting se sont retrouvés sur les mêmes projets[19].
- Le rôle de l'inspecteur Ayala est inspiré du héros des romans d'Agatha Christie : Hercule Poirot. D'ailleurs, une incarnation de la romancière apparaît dans le sixième épisode de la saison 2 avec le personnage d'Agatha Mary Clarissa Miller (Carolina Lapausa). La jeune femme qui séjourne dans l'hôtel s'inspire de l’inspecteur Ayala pour rédiger un roman policier.

## Épisodes
Note : Cette liste suit la diffusion espagnole. Le découpage est différent dans les pays francophones.

### Première saison (2011)
1. Disparition d'une femme de chambre (La doncella en el estanque)
2. La lettre anonyme (El anónimo)
3. Le couteau en or (El cuchillo de oro)
4. La clef des secrets (La casa abandonada)
5. Le tueur de la pleine lune (Luna de sangre)
6. L'honneur perdu des Alarcón (La joya desaparecida)
7. L'objet de tous les désirs (La carta robada)
8. Faute de preuves (La sangre de la doncella)
9. L'empreinte du crime (La huella)

### Deuxième saison (2012)
1. Clair obscur (Luces y sombras)
2. L'enfant caché (Un llanto en la noche)
3. Les cendres du passé (El secreto)
4. Au nom du père (Retorno al pasado)
5. La main au collet (Cecilia)
6. La mystérieuse affaire de Styles (El aniversario)
7. Le Premier Sacrement (El bautizo)
8. L'homme à la fenêtre (El camarógrafo)

### Troisième saison (2013)
1. La Valse des masques (Baile de máscaras)
2. Petits Arrangements en famille (Propósito de enmienda)
3. Le Jour de la mort de Don Carlos (El secuestro)
4. L'Effet de l'illusion (Álbum de familia)
5. Faux-semblants (El juego de las apariencias)
6. Les Liens du sang (Lazos de sangre)
7. Mariage sous arsenic (El círculo del mediodía)
8. L'Impossible Vérité (La última noche)
9. Sous les décombres (El primer día)
10. Le Village englouti (Valtejar)
11. Enquête sous hypnose (La venta)
12. Vive le marié ! (El Torreón)
13. Énigmes à tout les étages (Nobleza obliga)
14. La Vente aux enchères (La subasta)
15. La Variante du dragon (La variante del dragón)
16. La Chambre fermée (El enemigo en casa)
17. La Sentence (El escarmiento)
18. La Déclaration d'amitié (La ejecución)
19. L'Amant (La salud de los difuntos)
20. Un plan parfait (La revancha)
21. L'Heure de la vengeance (Sacrificios)
22. Douze ans à t'attendre (Cólera)

## Distinctions
La série, en plus d'avoir rencontré un grand succès auprès du public espagnol, a remporté de nombreux prix, tant pour son côté artistique que technique. Nommée de nombreuses fois en Espagne dans diverses catégories, voici les récompenses que la série a obtenues :
| Année | Catégorie                                                      | Récompensé(e)         |
| ----- | -------------------------------------------------------------- | --------------------- |
| 2011  | Meilleur acteur de télévision                                  | Yon González          |
| 2011  | Meilleure actrice                                              | Concha Velasco        |
| 2011  | Meilleur directeur de la photographie et de la mise en lumière | Jacobo Martínez       |
| 2011  | Meilleur directeur artistique et metteur en scène              | Carlos de Dorremochea |
| 2012  | Meilleure interprète féminine en fiction nationale             | Concha Velasco        |
| 2012  | Meilleure actrice secondaire de télévision                     | Concha Velasco        |
| 2012  | Meilleure actrice principale de télévision                     | Adriana Ozores        |
| 2012  | Meilleure actrice                                              | Adriana Ozores        |
| 2012  | Prix de la meilleure production de l'année                     | Gran hotel            |
| 2013  | Prix de la meilleure série télévisée espagnole                 | Gran hotel            |

## Accueil
La série rencontre le succès un peu partout dans le monde au point d'enchaîner les récompenses. Elle est même diffusée en Asie[réf. nécessaire].

## DVD
La saison 1 est sortie en DVD.
La saison 2 est sortie en DVD.
La saison 3 a été sortie en 3 coffrets distincts (saisons 3, 4 et 5) par la société Koba.

## Adaptations télévisées
- El hotel de los secretos (Televisa, 2016)
- Secret of the Nile (CBC, 2016)
- Grand Hotel (ABC, 2019)
- Grand Hôtel (TF1, 2020)